# مهرجان الجزائر الدولي للسينما
مهرجان الجزائر الدولي للسينما، 
(بالفرنسية: Festival International du Cinéma d'Alger)‏، ينعقد كل سنة في العاصمة الجزائرية منذ 2009. وتتكون لجان تحكيم المهرجان من وجوه سينمائية عالمية معروفة. بقاعة «ابن زيدون» بينما تقام العروض التي يعاد عرضها بقاعة «كوسموس».

## تاريخ
- مهرجان الجزائر الدولي للسينما 2009
- مهرجان الجزائر الدولي للسينما 2010
- مهرجان الجزائر الدولي للسينما 2011
- مهرجان الجزائر الدولي للسينما 2012
- مهرجان الجزائر الدولي للسينما 2013
- مهرجان الجزائر الدولي للسينما 2014
- مهرجان الجزائر الدولي للسينما 2015
- مهرجان الجزائر الدولي للسينما 2016
- مهرجان الجزائر الدولي للسينما 2017
- مهرجان الجزائر الدولي للسينما 2018
- مهرجان الجزائر الدولي للسينما 2019

## الجوائز
تتنافس على 
- الجائزة الكبرى
- جائزة لجنة التحكيم
- جائزة الجمهور.

## الأفلام
- أفلام قصير وطويل
- وثائقي
- عروض خارج المنافسة.